# Киргистан на Светском првенству у атлетици у дворани 2001.
Киргистан је учествовао на 8. Светском првенству у атлетици у дворани 2001. одржаном у Лисабону од 9. до 11. марта.
У његовом петом учешћу на светским првенствима у дворани Киргистан је представљала једна атлетичаркаа, која се такмичила у трци на 60 метара.
Атлетичарка Киргистана није освојила медаљу, нити је оборила неки рекорд.

## Учесници
Жене:
- Јелена Бобровска — 60 м

## Резултати

### Жене
| Атлетичарка      | Дисциплина | Лични рекорд | Квалификација | Квалификација | Полуфинале            | Полуфинале            | Финале                | Финале       | Детаљи |
| Атлетичарка      | Дисциплина | Лични рекорд | Резултат      | Место         | Резултат              | Место                 | Резултат              | Место        | Детаљи |
| ---------------- | ---------- | ------------ | ------------- | ------------- | --------------------- | --------------------- | --------------------- | ------------ | ------ |
| Јелена Бобровска | 60 м       | 7,64 НРд     | 7,73          | 8. у гр. 2    | Није се квалификовала | Није се квалификовала | Није се квалификовала | 35 / 39 (43) |        |